# Таємниця Мунакра
«Таємниця Мунакра» (англ. The Secret of Moonacre) — фентезійний пригодницький фільм, знятий за романом «Біла конячка» (англ. The Little White Horse, в перекладі більш відомий як «Таємниця Місячної Долини» письменниці Елізабет Гоудж. Світова прем'єра відбулася 6 вересня 2008 року.

## Зміст
Коли батько 13-річної Марії вмирає і залишає її бездомною сиротою, їй доводиться залишити Лондон і переїхати до сера Бенджаміна, ексцентричного дядечка, про якого вона ніколи раніше не чула, у його загадковий маєток «Місячна Долина». Марія опиняється у світі, розділеному древньою ворожнечею з темним родом де Нуар. Вона – остання Місячна Принцеса – повинна подолати сімейну гордість і розкрити таємниці минулого до того, як Місяць зійде п'ятитисячний раз і Місячну долину поглине море.

## Ролі
- Дакота Блю Річардс — Марія Меррівезер
- Йоан Гріффіт — сер Бенджамін
- Джульєт Стівенсон — міс Хеліотроп
- Август Прю — Робін Де Нуар
- Тім Каррі — сір де Нуар
- Наташа Макелхон — Лавдей